# Ramal F2 del Ferrocarril Belgrano
El Ramal F2 pertenece al Ferrocarril General Belgrano, Argentina.

## Ubicación
Se halla en la provincia de Santa Fe a través de los departamentos La Capital, Las Colonias, Castellanos y San Cristóbal.

## Características
Es un ramal de la red de trocha angosta del Ferrocarril General Belgrano, cuya extensión es de 199 km entre sus cabeceras Santa Fe y San Cristóbal. Sus vías y durmientes se encuentran abandonadas y en ruinas.
El ramal fue habilitado en la década de 1880 por el Ferrocarril Provincial de Santa Fe.
Con la licitación para la creación del Circunvalar Santa Fe, una pequeña parte del ramal (entre Santa Fe y Empalme San Carlos) será parte del proyecto anteriormente nombrado, volviendo a utilizarse después de más de 30 años.

## Imágenes

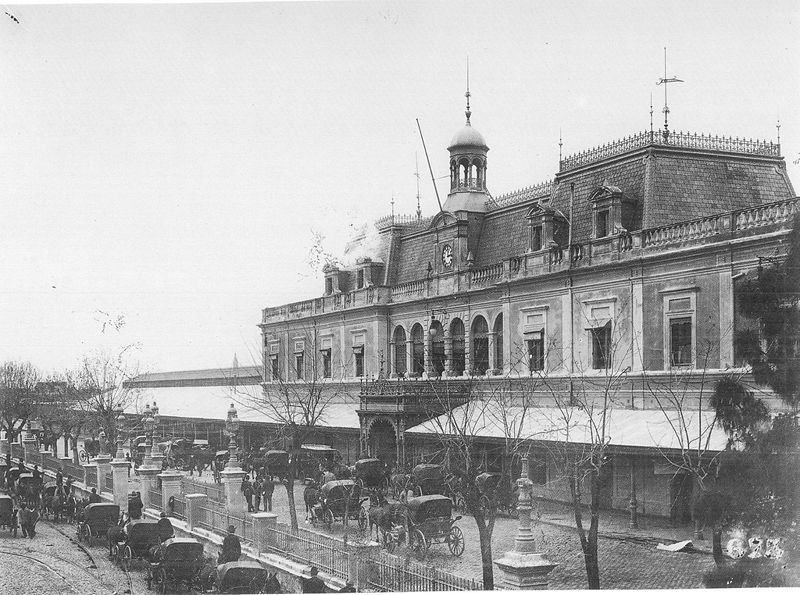
Antigua estación Santa Fe Belgrano